# Штурм Бастилії
Штурм Басти́лії (фр. Prise de la Bastille [pʁiz də la bastij]) — подія, що відбулася в Парижі вранці 14 липня 1789 року. Середньовічна фортеця-в'язниця Бастилія становила королівську владу в центрі Парижа. На момент штурму в ній перебувало семеро ув'язнених, проте вона стала символом падіння монархії; її взяття стало відправною точкою для спалаху Великої французької революції.
День взяття Бастилії 14 липня у Франції є державним святом. Ця подія детально описана в романі Александра Дюма (батька) «Анж Піту».

## Перебіг штурму
13 липня 1789 року повстанцями був розграбований Арсенал, Будинок Інвалідів та міська мерія, а наступного дня озброєний натовп підійшов до Бастилії.
Гарнізон фортеці складався з 82 інвалідів та 32 швейцарців. Після відмови коменданта Бастилії маркіза де Лоне добровільно здати фортецю, повстанці опівдні почали штурм. З легкістю проникнувши в перший зовнішній двір та розрубавши сокирами ланцюги, які тримали міст, вони увійшли у другий двір, де містилися квартири коменданта та гарнізону. Почалася запекла стрілянина.
Лоне, розуміючи, що гарнізону довго не встояти проти облоги, зважився підірвати Бастилію. Але в той час, коли він із запаленими смолоскипом у руках хотів спуститися в пороховий льох, два унтерофіцери Беккар та Ферран кинулися на нього та примусили скликати військову раду. Майже одноголосно вирішили здатися. Підняли білий прапор та через кілька хвилин повстанці захопили Бастилію.